# Stephen Aryan
Pour les articles homonymes, voir Aryan.
 (décembre 2016).
Œuvres principales
- Série L'Âge des ténèbres

Stephen Aryan, né en mars 1977 en Angleterre, est un écrivain de fantasy, plus spécialement de dark fantasy britannique.

## Biographie
Auteur de fantasy, diplômé de l'université de Loughborough, Stephen Aryan est un lecteur de fantasy et de science-fiction de longue date. Dans sa jeunesse, il lit et se laisse influencer par des œuvres telles Le Hobbit, La Belgariade, le Cycle de Terremer, Les Chroniques de Shannara, et surtout l’œuvre de son compatriote David Gemmell. Il est également un grand lecteur de comics, provenant des univers Marvel et DC. Stephen Aryan s'est aussi distingué dans l'écriture de comics sur le web, notamment sur le site Tor.com (ici, en tant que critique) ou Comic Book Column (comme auteur). Toujours dans le domaine de la bande dessinée, Stephen Aryan est depuis 2007 coprésentateur de podcasts sur les comics et la culture geek en général. 
Il vit au Royaume-Uni avec sa compagne et deux chats.

## Œuvres

### UniversL'Âge des ténèbres

#### SérieL'Âge des ténèbres
1. Mage de guerre, Bragelonne, 2015 ((en) Battlemage, Orbit, 2015)
2. Mage de sang, Bragelonne, 2016 ((en) Bloodmage, Orbit, 2016)
3. Mage du chaos, Bragelonne, 2017 ((en) Chaosmage, Orbit, 2017)

#### SérieThe Age of Dread
1. (en) Mageborn, Orbit, 2017
2. (en) Magefall, Orbit, 2018
3. (en) Magebane, Orbit, 2019

### SérieQuest for Heroes
1. (en) The Coward, Angry Robot, 2021
2. (en) The Warrior, Angry Robot, 2022

### SérieThe Nightingale and the Falcon
1. (en) The Judas Blossom, 2023
2. (en) The Blood Dimmed Tide, 2024
3. (en) The Sorrow of the Sea, 2025